# Bowmans
Bowmans är en ort i Australien. Den ligger i kommunen Wakefield och delstaten South Australia, omkring 91 kilometer norr om delstatshuvudstaden Adelaide. Antalet invånare är 200.
Runt Bowmans är det mycket glesbefolkat, med 2 invånare per kvadratkilometer.. Närmaste större samhälle är Balaklava, omkring 14 kilometer öster om Bowmans.
Trakten runt Bowmans består till största delen av jordbruksmark. Genomsnittlig årsnederbörd är 576 millimeter. Den regnigaste månaden är juni, med i genomsnitt 90 mm nederbörd, och den torraste är december, med 12 mm nederbörd.